# تانگی اندومبله
تانگی دومبله (فرانسوی: Tanguy Ndombele‎؛ زادهٔ ۱۷ ژوئیهٔ ۱۹۹۴) بازیکن فوتبال اهل فرانسه است که به صورت قرضی برای باشگاه گالاتاسرای بازی می‌کند.
از باشگاه‌هایی که در آن‌ها بازی کرده است می‌توان به باشگاه فوتبال گنگام اشاره کرد.